# لا غاليغا
بلدية لا غاليغا (بالإسبانية: La Gallega)‏, هي إحدى بلديات مقاطعة برغش, التي تقع في منطقة قشتالة وليون, والتي تقع في شمال غرب إسبانيا.
يبلغ عدد سكانها 87 نسمة وفقاً لإحصائية سنة (2002).